# Altdorf bei Nürnberg
Altdorf bei Nürnberg is een plaats in de Duitse deelstaat Beieren, gelegen in het Landkreis Nürnberger Land. De stad telt 15.450 inwoners.

## Geografie
Altdorf bei Nürnberg heeft een oppervlakte van 48,59 km² en ligt in het zuiden van Duitsland.

## Universiteit
De Universiteit van Altdorf werd gesticht in 1578, kreeg universitaire privileges in 1622 en werd in 1809 gesloten.

## Geboren
- Klaus Wolfermann (1946-2024), speerwerper en olympisch kampioen

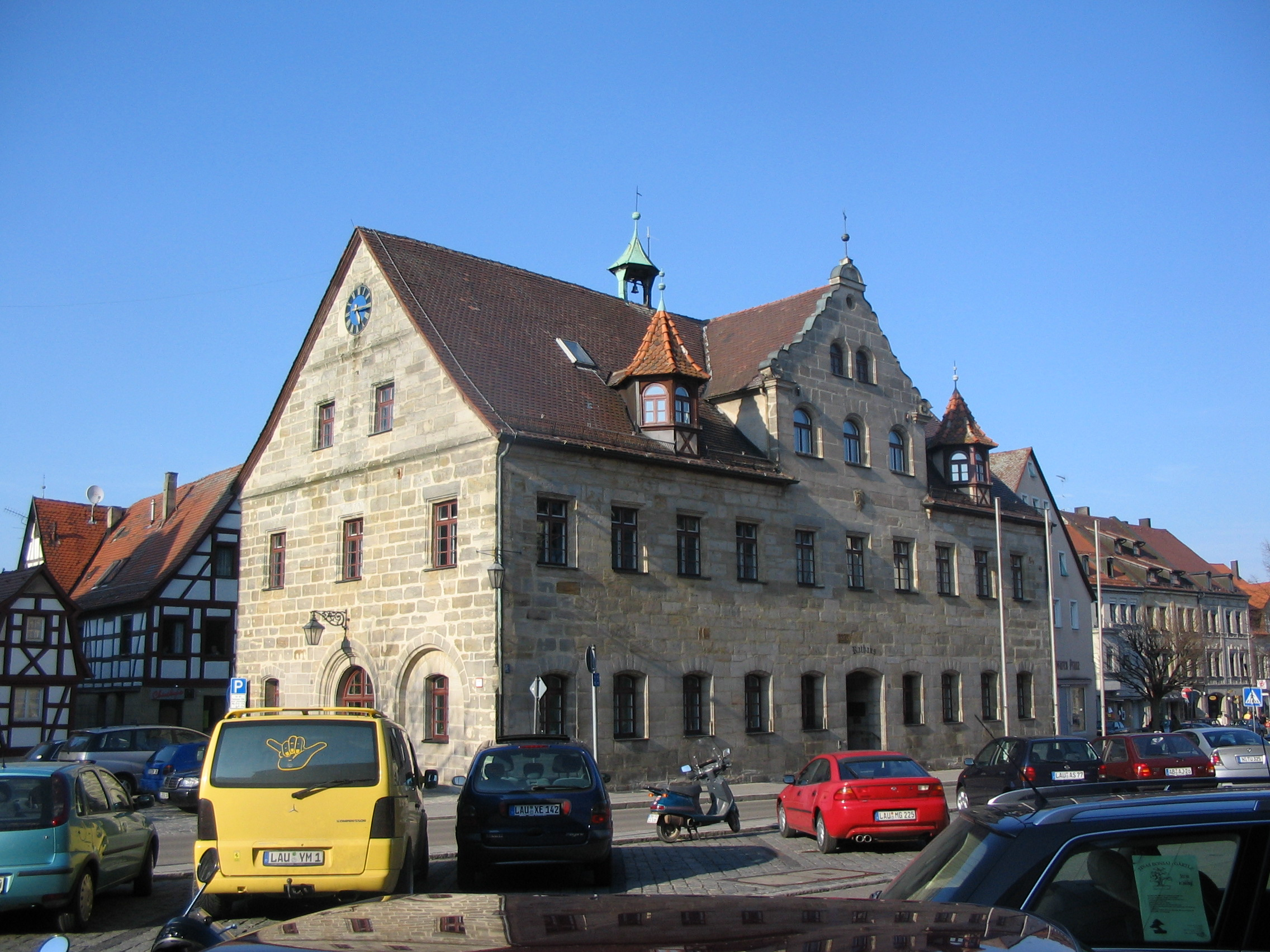
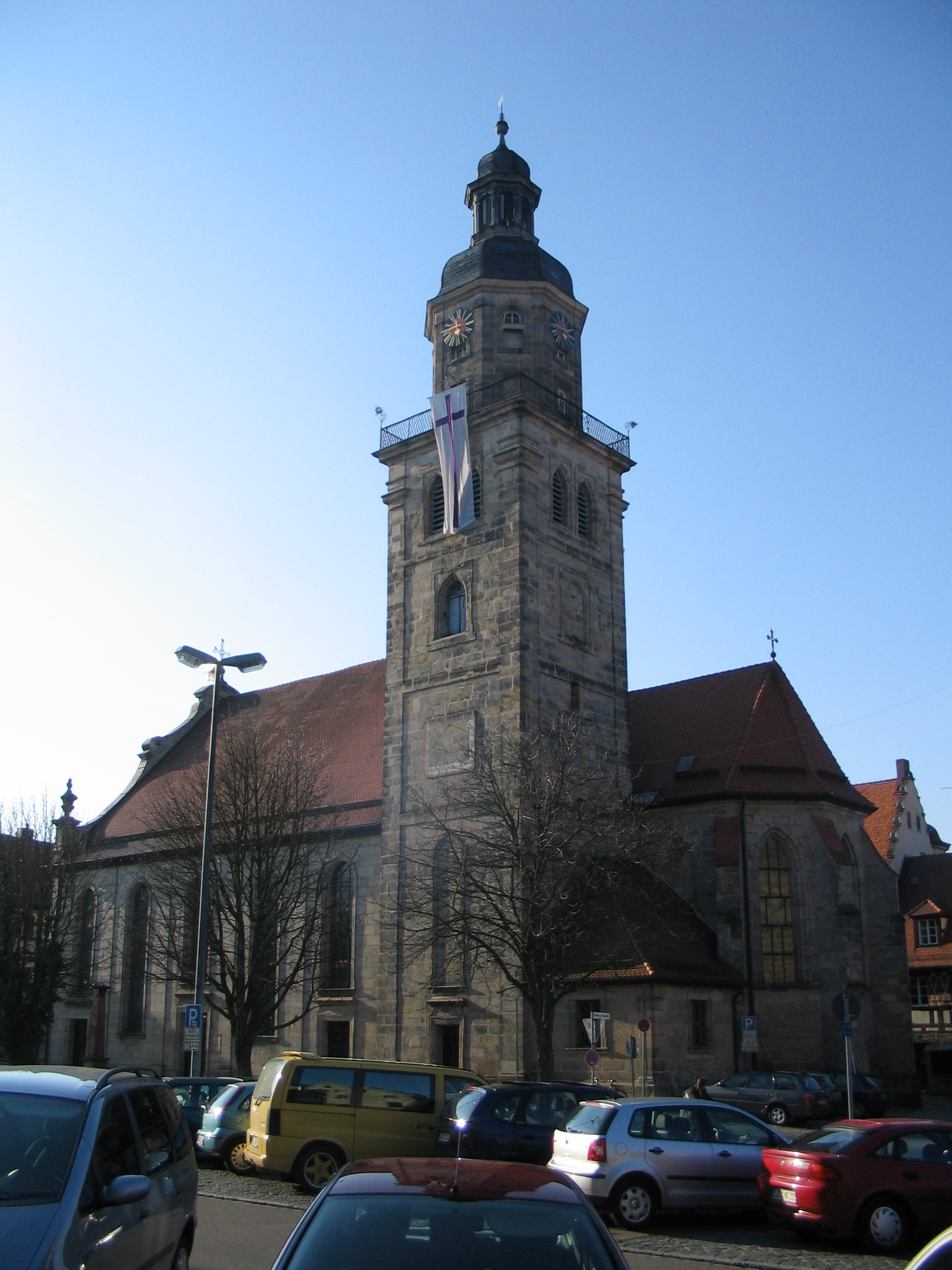
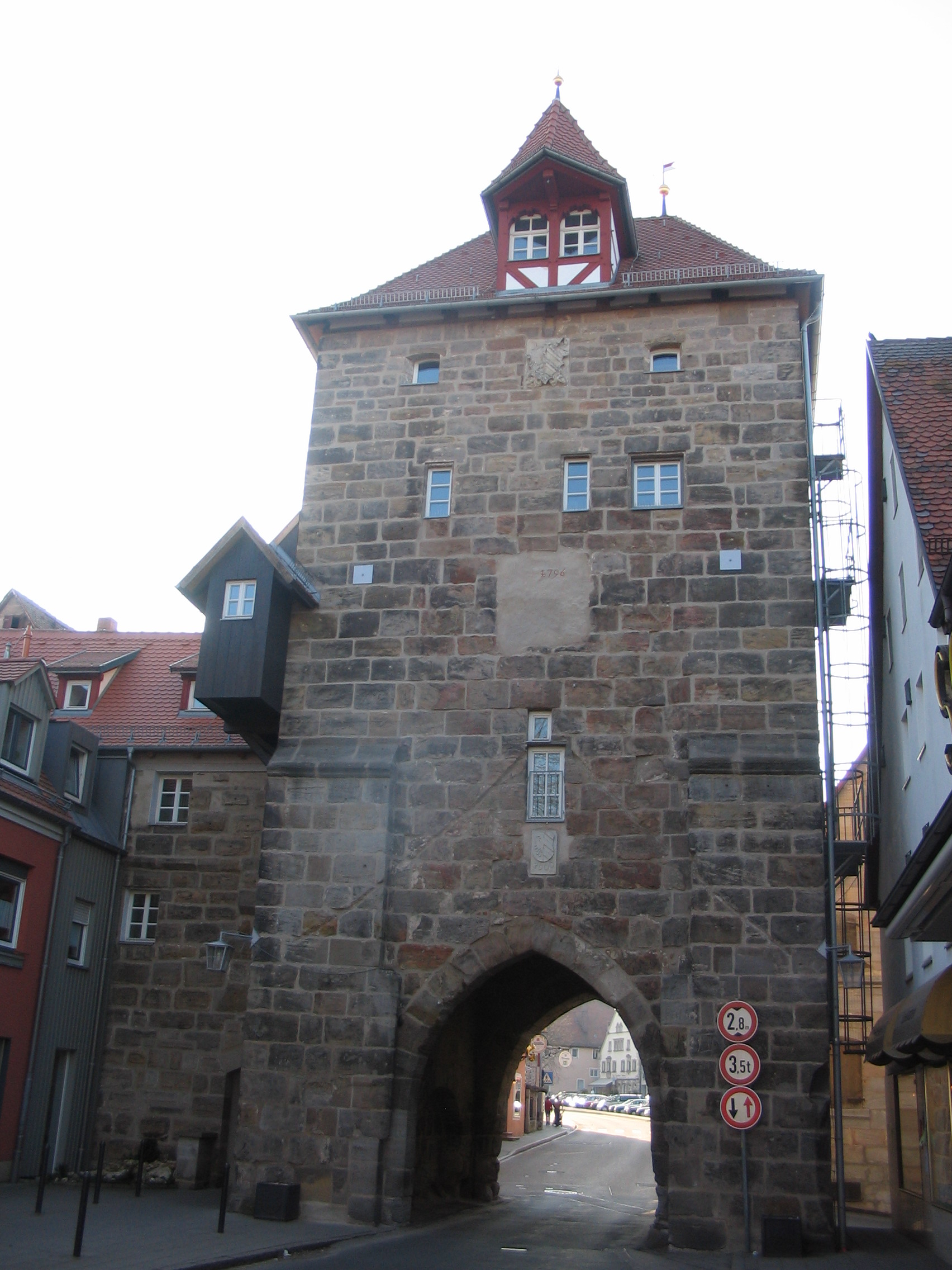

Alfeld ·
Altdorf b.Nürnberg ·
Burgthann ·
Engelthal ·
Feucht ·
Happurg ·
Hartenstein ·
Henfenfeld ·
Hersbruck ·
Kirchensittenbach ·
Lauf a.d.Pegnitz ·
Leinburg ·
Neuhaus a.d.Pegnitz ·
Neunkirchen a.Sand ·
Offenhausen ·
Ottensoos ·
Pommelsbrunn ·
Reichenschwand ·
Röthenbach a.d.Pegnitz ·
Rückersdorf ·
Schnaittach ·
Schwaig b.Nürnberg ·
Schwarzenbruck ·
Simmelsdorf ·
Velden ·
Vorra ·
Winkelhaid